# Böcksteinkogel
Der Böcksteinkogel ist ein 2527 m ü. A. hoher Berg in der Ankogelgruppe der Zentralalpen im österreichischen Bundesland Salzburg.

## Lage und Umgebung
Der Böcksteinkogel befindet sich in der Katastralgemeinde Remsach der Gemeinde Bad Gastein und im Nationalpark Hohe Tauern. Richtung Südosten verläuft ein Grat zum 2880 m ü. A. hohen Steinbachkogel. Die Böcksteinkogelrinne ist ein tiefer Geländeeinschnitt an der Westflanke des Böcksteinkogels. Am Berg entspringen mit dem Böcksteinkogelgraben und dem Prossaugraben zwei rechtsseitige Nebenbäche des Kötschachbachs. An den unteren nordwestlichen Hängen steht das zur Ortschaft Bad Gastein gehörende Alpenhaus Prossau.
Der Böcksteinkogel zählt zu den 55 Gipfeln des Gasteinertals, für deren vollständige Besteigung der Gasteiner Gipfelkranz vergeben wird, die höchste Klasse der Gasteiner Wandernadeln des Österreichischen Alpenvereins.

## Geologie
In geologischer Hinsicht ist der Böcksteinkogel von Granitgneis und Orthogneis geprägt. An den unteren nordöstlichen Hängen findet sich klastisches Sediment.

## Fauna und Flora
Die Gamswild-Ruhezone Kesselkar an den nördlichen Ausläufern darf von 1. Dezember bis 31. Mai nicht betreten werden. An den westlichen Hängen deutlich unterhalb des felsigen Gipfelbereichs erstreckt sich ein Latschen-Buschwald und darunter anschließend ein Lärchen-Zirben-Wald.